# Église Sainte-Colombe de Chevilly-Larue
L'église Sainte-Colombe est une église catholique située à Chevilly-Larue, au 3, rue Jaume.

## Historique
Cette église est citée pour la première fois en 829, propriété du chapitre Notre-Dame de Paris. Elle a fait l'objet de plusieurs campagnes de fouilles en 1981, 1983-1984, 1985, 1987 et dans sa périphérie en 1995-1996, 1997 et 1998 qui ont permis la mise au jour du bas-côté sud de l'édifice, démoli au XIIIe – XIVe siècle et de son ancien cimetière, en usage entre le IXe – XIe siècle et 1860,.
Elle est inscrite Monument historique depuis le 19 octobre 1928.

## Description
Un premier édifice édifié vers 550 est évoqué par l'évêque Inchade dans une charte datant de 829. Il aurait été détruit dans la deuxième partie du Xe siècle. L'église actuelle est le résultat de constructions successives depuis le XIe siècle avec des réfections jusqu'au XIXe siècle. Sa façade est de style roman cistercien, la nef comporte un portail lui aussi roman avec un linteau en bâtière. Le chœur et le clocher datent du XIIIe siècle. La charpente a remplacé un simple plafond au XVIIe siècle. Une restauration générale durant les années 1980 s'est accompagnée d'une campagne de fouilles archéologiques. Les vitraux représentent notamment sainte Colombe et la Rose mystique.

## Curés
- 1807 : Hersecap, desservant cette année là[7], de février à juillet 1819, il assure l'intérim avec le Père Jean-François jésuite de Montrouge, et l'abbé Filastre, curé de l'église Saint-Hermeland de Bagneux, à l'église Saint-Gilles de Bourg-la-Reine[8]